# Letiště Sazená
Letiště Sazená (ICAO kód LKSZ) je veřejné vnitrostátní letiště situované zhruba 5 km ssv. od Velvar a 9 km ssz. od Kralup nad Vltavou, přibližně mezi obcemi Loucká, Sazená a Ledčice. Kuriozitu představuje poloha letiště na pomezí tří okresů (Kladno, Mělník, Litoměřice) a pěti katastrech čtyř obcí (Sazená (KL), Chržín (k. ú. Chržín a Budihostice; KL), Ledčice (ME), a Mnetěš (LT)). Technické zázemí letiště se nachází při jeho jižním okraji v katastru obce Chržín; provozovatelem je Aeroklub Kralupy nad Vltavou. Pro provoz na letišti Sazená platí výšková omezení vzhledem k poloze hluboko v TMA letišť Praha-Ruzyně a Vodochody a na hranici CTR letiště Vodochody.

## Historie
Letiště Sazená bylo vybudováno v 60. letech 20. století jako náhrada za předchozí kralupské letiště u Lobečku, které muselo roku 1958 ustoupit výstavbě chemického podniku Kaučuk. K zahájení provozu v Sazené došlo dne 25. května 1967. Plocha plnila mj. úlohu záložního vojenského letiště; také podnik Aero Vodochody využíval zdejší travnatou dráhu k testování vystřelovacích sedadel letounu L-39 Albatros atp.